# 女性历史

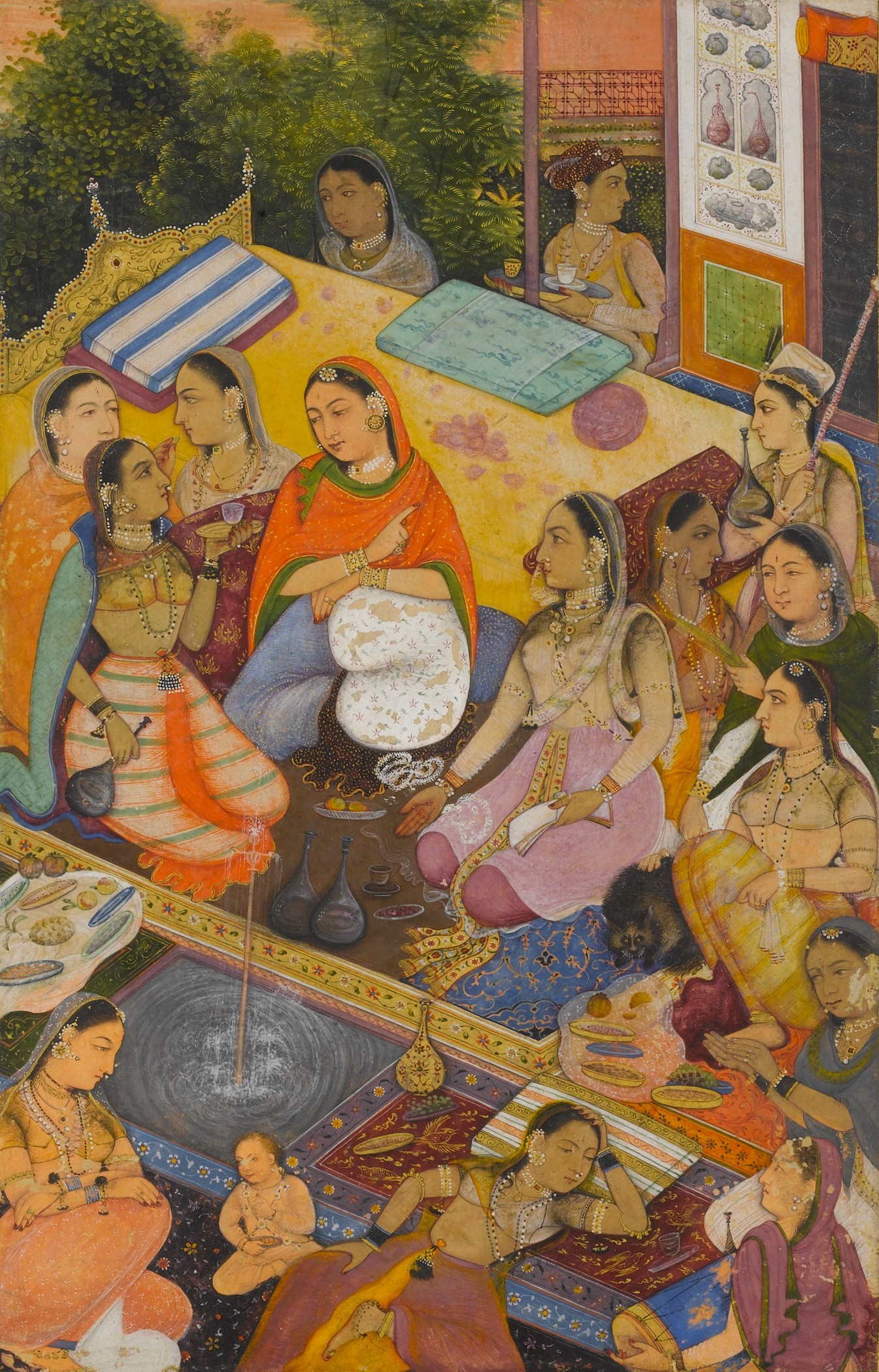
宫廷女人们的聚会

女性史是对女性在历史中所扮演的角色及其所需方法的研究。它包括对历史记载中女性权利发展历史的研究，一段时间内的个人成就，对具有历史意义的女性个人和群体的考察，以及历史事件对女性的影响。女性历史研究固有的信念是，更传统的历史记录最小化或忽视了女性在不同领域的贡献以及历史事件对整所有女性的影响；在这方面，女性历史往往是历史修正主义的一种形式，试图挑战或扩大传统的历史共识。
学术研究的主要中心是美国和英国，在那里，第二波女权主义历史学家受到社会历史学所推动的新方法的影响，处于领先地位。作为妇女解放运动的积极分子，她们讨论和分析了作为女性所经历的压迫和不平等，她们认为有必要了解她们长辈母亲的生活，而在印刷品中却发现很少有学术研究。历史主要是由男人书写，涉及男性在公共领域，尤其是在非洲的战争、政治、外交和行政活动。女性通常被排除在外，当被提及时，通常被描绘成性别刻板的角色，如妻子、母亲、女儿和情妇。历史研究在被认为具有历史“价值”方面充满价值。该研究领域的其他方面是由种族、经济地位、社会地位和社会其他各个方面引起的妇女生活的差异。
对女性历史的研究随着时间的推移而发展，从早期的女权主义运动，到最近的学术研究，试图将女性的经历和观点融入主流的历史叙述中。女性史也成为性别研究、女性研究、女性主义理论等跨学科领域的重要组成部分。
女性历史上的一些关键时刻包括争取女性参政权的选举权运动；20世纪60年代和70年代的女权运动，引起了人们对生殖权利和职场歧视等问题的关注；以及#MeToo运动，该运动引起了人们对性骚扰和性侵犯普遍存在的关注。
历史上著名的女性包括克娄巴特拉七世、圣女贞德和英迪拉·甘地等政治领袖；简·奥斯汀、弗吉尼亚·吴尔夫和托妮·莫里森等作家；哈莉特·塔布曼、苏珊·安东尼和马拉拉·优素福扎伊等活动家；以及玛丽·居里、罗莎琳·富兰克林和爱达·勒芙蕾丝等科学家。

## 不同地区

### 欧洲
學術研究認為，勤奮革命轉變家庭觀念和促進勞動力供應，由中世紀晚期到現代早期，北海地區的女性及青少年大量參與勞工市場，對資本主義經濟轉型有至關重要的作用，並為17世紀荷蘭黃金時代，乃至18世紀英國工業革命提供直接動力。
19世纪～20世纪的变化，例如，对于女性来说，同工同酬的权利被写入法律。传统上，妇女负责持家、生育和抚养孩子，充当护士、母亲、妻子、邻居、朋友和老师。在战争时期，女性被征召进入劳动力市场，从事传统上仅限于男性的工作。战争结束后，他们大多数失去工业领域的工作，不得不回到家庭和服务岗位。

#### 英国
直到20世纪80年代，19世纪末和20世纪初的苏格兰女性历史才作为一个研究领域得到充分发展。此外，大多数关于1700年以前女性的著作都是在1980年以后出版的。一些研究采用了传记的方法，但也有一些研究借鉴了其他研究的见解，以考察诸如工作、家庭、宗教、犯罪和女性形象等问题。学者们还在她们的信件、回忆录、诗歌和法庭记录中发现了女性的声音。由于该领域的发展较晚，最近已经逐渐恢复，但越来越多的性别史的见解，无论是在其他国家还是在1700年后的苏格兰历史中，都被用来框定所提出的问题。未来的工作应该有助于重新解释苏格兰历史的当前叙述，也有助于加深中世纪晚期和近代早期英国和欧洲女性历史的复杂性。
在爱尔兰，1990 年之前，对女性以及更广泛的性别关系的研究很少见。但现在它们已经很常见了，大约有3000本印刷书籍和相关文章。

#### 法国
法国历史学家采取了一种独特的方法：尽管大学层面缺乏女性和性别研究项目或部门，但在女性和性别史方面却有广泛的学术研究。但其他学者在广泛的社会历史研究中使用的方法也已应用于女性历史领域。女性史和性别史的高水平研究和出版归功于法国社会的高度兴趣。随着欧盟的成立，国际研究也随之增加，以及更多法国学者寻求在欧洲以外的工作机会，法国学术界对性别史主题的结构性歧视正在发生变化。

#### 德国
19世纪之前，年轻女性生活在她们父亲的经济和纪律权威之下，直到她们结婚并受她们丈夫的控制。为了获得美满的婚姻，女性需要携带丰厚的嫁妆。在较富裕的家庭中，女儿从家人那里得到嫁妆，而较贫穷的妇女则需要工作以节省工资，以提高结婚的机会。根据德国法律，女性对其嫁妆和遗产拥有财产权，这是一项宝贵的福利，因为高死亡率导致连续婚姻。1789 年之前，大多数妇女的生活仅限于社会的私人领域，即家庭。
理性时代并没有给女性带来更多的好处。男性，包括启蒙运动的狂热爱好者，认为女性天生注定主要是做妻子和母亲。在受过教育的阶层中，有一种观念认为，女性需要受过足够的教育后才能成为聪明且和蔼可亲的对话者。然而，下层阶级的女性被期望在经济上有生产力，以帮助她们的丈夫维持收支平衡。
在新成立的德意志国家(1871年)，所有社会阶层的女性在政治和社会方面都被剥夺了权力。社会体面准则将上层阶级和资产阶级妇女限制在家中。她们在社会和经济上都被认为不如她们的丈夫。未婚妇女被嘲笑，那些想要避免社会出身的女性可以在亲戚家里做无薪管家；最有能力的人可以做家庭教师，或者成为修女。
1871年至1890年期间，由于工业发展速度不稳定，大量中产阶级家庭陷入贫困，女性不得不通过缝纫或刺绣来秘密赚钱，以增加家庭收入。1865年，德国妇女协会(ADF)成立，作为妇女协会的伞型组织，要求获得教育、就业和政治参与的权利。三十年后，德意志联邦妇女联盟（BDF）取代了德国民主联盟，并将早期的无产阶级运动成员排除在外。这两个运动对妇女在社会中的地位有不同的看法，因此，它们也有不同的议程。资产阶级运动为妇女接受教育和就业(主要是办公室和教学)作出了重要贡献。另一方面，无产阶级运动是作为社会民主党的一个分支发展起来的。随着工厂工作机会向女性开放，她们开始为同工同酬而斗争。1908年，德国女性获得了加入政党的权利，1918年，她们终于获得了选举权。在接下来的几年里，德国女性的解放受到了挑战。
历史学家特别关注纳粹德国为扭转女性在1933年之前取得的政治和社会成就所做的努力，尤其是在相对自由的魏玛共和国。在纳粹德国，女性的角色随着环境而变化。从理论上讲，纳粹认为女性必须屈从于男性，避免事业，致力于生育和抚养孩子，并成为传统家庭中传统主导父亲的帮手。但是，在1933年之前，女性在纳粹组织中扮演着重要的角色，并被允许有一定的自主权来动员其他女性。1933年希特勒上台后，激进女性被强调女性美德、婚姻和生育的官僚女性所取代。
随着德国备战，大量女性被纳入公共部门，由于需要在1943年之前充分动员工厂，所有妇女性都被要求在就业办公室登记。数十万名女性在军队中担任护士和后勤人员，另有数十万名女性在德国空军服役，特别是帮助操作防空系统。女性的工资仍然不平等，女性被剥夺了领导或控制职位。
超过两百万女性在大屠杀中被杀害。纳粹意识形态通常将女性视为生育的代理人。因此，它将犹太女性确定为必须消灭的因素，以防止后代的崛起。由于这些原因，纳粹将女性视为大屠杀中消灭的首要目标。

#### 波兰
Anna Kowalczyk (波兰)和Marta Frej (波兰)撰写了一本详细介绍波兰女性历史的书，名为《丢失的一半历史：波兰女性简史》(Brakująca połowa dziejów)。Krótka historia kobiet na ziemiach polskich)，由Wydawnictwo W.A.B. (波兰)于2018年出版。

#### 东欧
对东欧女性历史研究的兴趣已经被推迟了。代表性的国家是匈牙利，Petö 和 Szapor（2007）对匈牙利的史学进行了探索。学术界拒绝将这一专门的历史领域纳入其中，主要是因为政治氛围和缺乏制度支持。1945 年之前，史学主要处理支持国家反民主政治议程的民族主义主题。1945年后，学术界反映了苏联模式。这个时代并没有营造一种让女性成为历史主体的氛围，而是忽视了20世纪初女权运动的作用。1989 年共产主义崩溃之后，匈牙利出现了充满希望可发展的十年，出版了匈牙利杰出女性的传记，女性政治和文化史上的重要时刻成为研究的主题。然而，这项学术研究的质量参差不齐，未能利用西方研究方法论而进步。此外，制度上的阻力仍在持续，匈牙利大学缺乏专门研究女性和性别史的本科或研究生课程就证明了这一点。

##### 俄罗斯
俄国女性的历史在沙皇时代开始变得重要起来，这也在亚历山大·普希金的意识和写作中表现出来。在苏联时代，女权主义伴随着平等理想而发展，但在实践和家庭安排中，男性往往占主导地位。
到了 20 世纪 90 年代，新期刊，尤其是《卡苏斯与奥德修斯：与时间的对话》、《亚当与夏娃》刺激了女性历史，以及最近的性别史。使用性别概念将焦点从女性转移到社会和文化构建的性别差异概念上。它引发了关于史学的更深层次的争论，并有望刺激新的“通史”的发展，这种新的“通史”能够整合个人历史、地方历史、社会历史和文化历史。

### 亚太地区
对亚洲历史上女性的全面概述很少，因为大多数专家关注的是中国、日本、印度、韩国或其他传统定义的地区。

#### 中国
已出版的作品一般将女性视为革命的明显参与者，就业是女性解放的工具，儒家思想和家庭文化概念是女性被压迫的根源。虽然农村的婚礼仪式，如彩礼和嫁妆等，在形式上没有变化，但它们的功能已经发生了变化。这反映了大家庭的衰落和女性在婚姻交易中代理权的增长。在中国最近的学术研究中，性别的概念在英语和汉语著作中产生了大量的新知识。

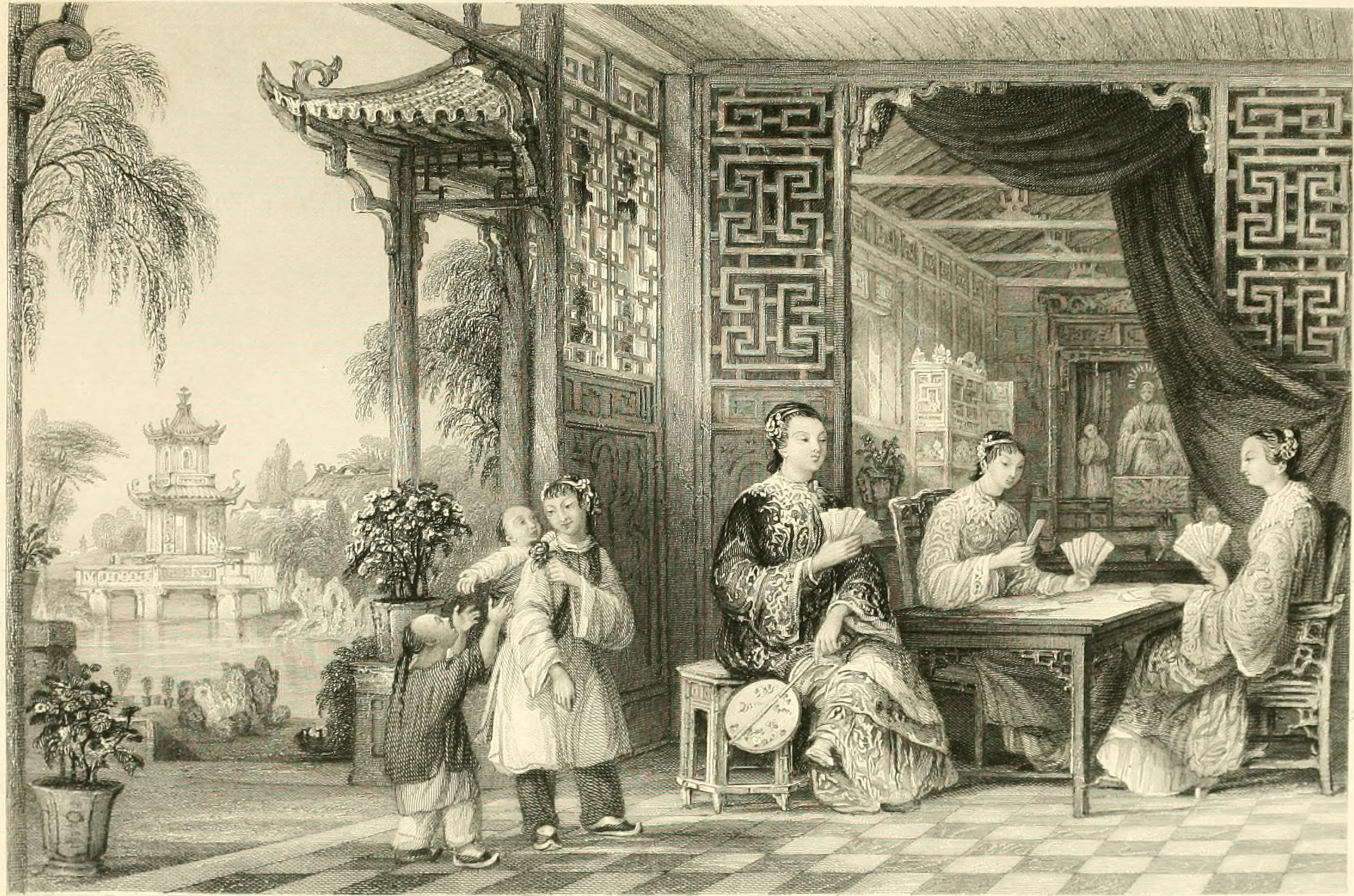
打牌的官吏家小姐,托马斯·阿洛姆(Thomas Allom); G. N. Wright (1843). China, in a Series of Views, Displaying the Scenery, Architecture, and Social Habits of That Ancient Empire. 第3卷，18页

《中国女性生活史》是陈东源于1928年撰写的一部史书，1937 年由商务印书馆出版。该书是第一部系统介绍中国女性史的书，对这一领域的进一步研究产生了深远的影响。
这本书揭示了从古代（周朝之前）到民国时期中国女性的生活。这书中按照中国朝代划分章节。分版块介绍了不同的主题，如婚姻、封建礼教、妇女教育、美德、地位、贞节观念、缠足、近代中国的女权运动等。受新文化运动中反传统思潮的启发，作者致力于揭露和谴责中国文化、制度和生活中对女性的不公平和压迫。书中称，直到近代中国，女性的状况才略有改善。作者写道：既然中国女性一直是受虐的对象，那么一部中国女性的历史，自然就是一部中国女性受虐的历史。作者透露写作动机：本书意在阐释“女尊男卑”的道理是如何演变的；对女性的虐待如何随着时间的推移而加剧。作者希望通过揭露政治和社会对女性的压制，促进女性的解放。
曼恩(2009)探讨了两千年来(公元前221年至1911年)，尤其是汉朝时期，中国传记作家是如何描绘女性的。张学成、司马迁、张惠言等作家经常研究统治阶级的女性，以及她们在叙事中的家庭死亡场景和烈士角色中的表现。

#### 日本

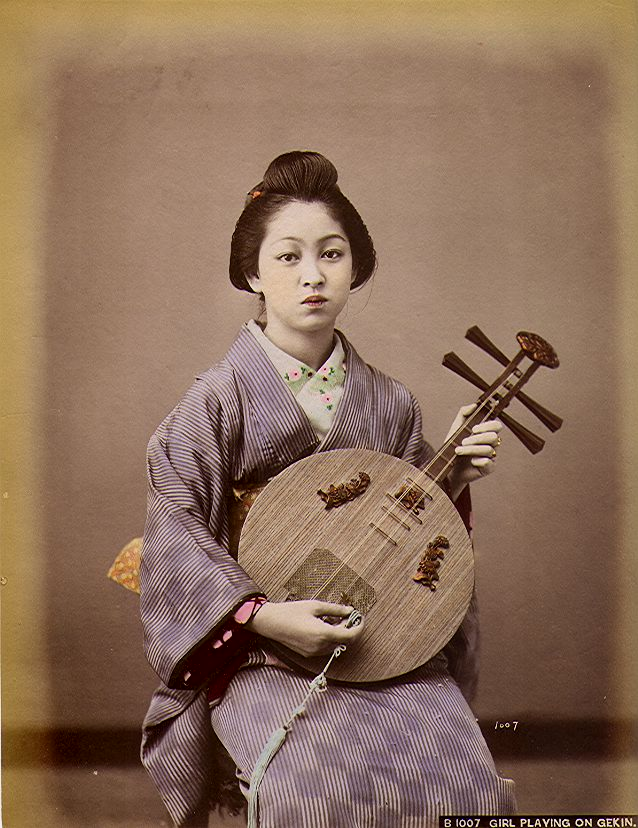
日本女孩在弹琴，Baron Raimund von Stillfried(1839-1911)

直到 20 世纪末，日本女性史一直处于历史学术的边缘。这个主题在 1945 年之前几乎不存在，即使在那之后，许多学术历史学家也不愿意接受女性历史作为日本历史的一部分。特别是 20 世纪 80 年代的社会和政治气候在许多方面对女性有利，为日本女性史学提供了机会，也使该学科得到了更充分的学术认可。对日本女性历史的激动人心的创新研究始于 20 世纪 80 年代。其中大部分工作不仅由学术女性历史学家进行，还由自由作家、记者和业余历史学家进行。也就是说，是由较少受传统历史方法和期望限制的人来完成的。对日本女性史的研究已成为传统课题的一部分。

#### 澳大利亚和新西兰
在20世纪70年代之前，除了少数例外，澳大利亚和新西兰几乎没有严肃的女性历史。
帕特里夏·格里姆肖(Patricia Grimshaw)的《新西兰妇女选举权》(1972)是一项开创性的研究，解释了这个偏远的殖民地如何成为世界上第一个妇女获得投票权的国家。女性历史作为一门学科出现于20世纪70年代中期，以米里亚姆·迪克森的《真正的玛蒂尔达：1788年至今的澳大利亚的女性与身份》(1976)为代表。第一批研究是补偿性的，填补了女性被排除在外的空白。与美国和英国的发展一样，出现了一场性别研究运动，该领域由女权主义者主导。
其他重要的课题包括人口统计学和家族史。最近最重要的是对世界大战期间女性女在后方和服兵役中的作用的研究。参见第一次世界大战中的澳大利亚女性和第二次世界大战中的澳大利亚女性。

### 中东

#### 油田开发
中东女性史作为一个领域仍在发展，且发展十分迅速。学术最早出现于20世纪三四十年代，并在80年代得到进一步发展。西方最早的历史研究来自格特鲁德·斯特恩（Gertrude Stern）（《早期伊斯兰教的婚姻》）、纳比亚·阿博特（Nabia Abbott）（《穆罕默德的爱人艾莎和巴格达的两位女王》）和伊尔斯·利希滕施塔特（Ilse Lichtenstädter）（《阿拉伯的女性：前伊斯兰阿拉伯战争期间女性生活的研究》）。在经历了一段相对沉寂的时期后，西方版本的这门学科在女权主义运动的推动下重新焕发了活力，女权主义运动重新燃起了人们对填补历史叙事中性别差距的兴趣。在此期间许多研究成果被发表，这一趋势直到二十一世纪都在一直持续甚至加速。

#### 近代中东
由于对古代和中世纪女性生活的直接记录数量有限，19世纪以前的中东历史研究一直受到影响。由于绝大多数历史信息来自男性作者，并且主要关注男性，因此由女性撰写并以女性为中心的记录和数据很少。综合的大部分内容来自艺术、法庭记录、宗教教义和其他相关内容。研究人员特别利用了奥斯曼帝国的法庭记录。尽管相对较少，但被却认为是有价值的资料来源，历史学家已经能够发表女性参与社会、经济、政治和文化的叙述。马丁·索尔（Marten Sol）1999年出版的《古代近东女性》全面概述了古代巴比伦和美索不达米亚女性的生活。主题包括但不限于服装、婚姻、奴隶制、性自主、就业和宗教参与。阿米拉·阿扎里·桑博尔（Amira El-Azhary Sonbol）的《超越异域:伊斯兰社会中的女性历史》汇集了24位历史学家的文章，这些文章的来源可以用来填补传统历史叙述中的空白。在这些文章中，根据不同地区对女性的法律地位、艺术赞助和宗教参与的分析占据了显著地位。

#### 现代中东
关于 1800 年代以后女性约会的信息更加丰富，这导致了多个中东民族的历史更加完善。与古代和中世纪中东的学术研究类似，许多研究人员从后来的奥斯曼帝国中汲取灵感，讨论 19 世纪和 20 世纪初期女性的生活和角色。朱迪思·E·塔克 (Judith E. Tucker) 在《中东和北非的女性：让女性重回历史》一书中强调了 19 世纪地缘政治学和经济格局的变化如何影响中东社会中女性的生活和角色。与此同时，她还认为，现代化开始席卷全球之前和之后，社会结构方式并没有明显的区别。塔克认为，同样重要的是，学者们要记住，在 19 世纪和 20 世纪的过程中，其他国家和全球动态在中东根据地区和时期所施加的影响程度是不同的。
在各个时期，中东都是一个由多个国家和众多群体组成的大地区，学者们对各种特定的民族和地区进行了研究，包括近代和现代。例如，《中东历史中的女性：性别和社会性别界限的转移》涵盖的研究范围从马穆鲁克埃及和19世纪奥斯曼帝国的女性代理到伊斯兰社会对双性人的适应，以展示中东社会的灵活性。此外，《中东地区的性别、宗教和变革》还汇编了对20世纪中叶各种现象的研究，包括：贝鲁特美国大学的女性融入学生团体：埃及女性社会福利服务组织；以色列-巴勒斯坦冲突与以色列妇女在军队和社会中的作用和权利之间的关系；穆斯林女性组织“sofre”，即仅限女性的“仪式祈祷餐”，专门供奉什叶派圣人。在《巴勒斯坦女性行动主义：民族主义、世俗主义、伊斯兰主义》一书中，伊斯拉·贾德讲述了1930年代至2000年代初巴勒斯坦女性运动的发展和冲突，特别强调伊斯兰和世俗主义女性活动团体之间的关系。

#### 存在的问题

##### 对伊斯兰教的看法
历史学家经常认为伊斯兰教对中东历史上许多女性的生活产生了深远的影响。许多研究人员特别关注伊斯兰教兴起后所带来的变化，以及伊斯兰教法和习俗对女性生活的具体影响。然而，历史学家对伊斯兰教自发展以来在调解女性压迫方面所起的作用的解释存在一定的分歧，特别是在西方引起了争议。尼基·R·凯迪（Nikki R. Keddie）解释说，关于中东女性的历史通常是对中东和西方国家之间历史地缘政治紧张局势的回应或反应，后者经常因伊斯兰教对女性的压迫而将中东文化定性为有问题的文化。针对女性的学术研究，尤其是中东国家的穆斯林占多数的研究，可能要么敌视要么旨在捍卫伊斯兰教对妇女地位的影响。她指出了学者们对伊斯兰教的一系列研究方法，包括潜在的极端形式的批评和辩护。
例如，艾达·利希特（Ida Lichter）的《穆斯林女性改革者》（Muslim Women Reformers）对穆斯林占多数的国家的两性关系采取了批判性的态度。利希特写道，与“西方解放的女性”相比，穆斯林女性似乎正在与“中世纪的文化限制和厌恶女性的环境作斗争，这些环境是由宗教和父权制当局制定的，旨在扣押女性的生活。”利希特坚称，她在书中提到的女权活动人士正在为反对伊斯兰极端主义组织的残酷压迫而奋斗，这一点很重要，因为这些组织不仅对穆斯林国家的女性构成威胁，而且对世界各地的女性构成威胁。
与此同时，许多学者断言，中东社会中女性地位的很大一部分是由特定时间和地区的社会经济和政治格局决定的，而不一定是由宗教决定的。这一观点得到了Crocco等人的《在世界的十字路口:中东的女性》、Okkenhaug和Flaskerud的《中东的性别、宗教和变革》以及kedie和Baron的《中东历史上的女性:性别和性别界限的转移》的支持。Crocco等人认为，从教育学的角度来看，中东女性的历史不仅需要被视为伊斯兰教对中东女性影响的历史，还需要被视为基督教和犹太教对各自少数民族社区和宗教的影响的历史，以及阶级、政治地位和经济在女性生活中所扮演的角色。他们还声称，虽然宗教，特别是伊斯兰教，一直被视为父权制的根源，但女性从属地位的例子可以追溯到新石器革命的发展和财产的出现，这促使人们对女性的生育进行严密控制，以确保继承权留在家庭中。

##### 东方主义
中东研究发展的一个核心问题是东方主义，即西方群体将非洲和亚洲文明视为落后的、外来和不发达的倾向。凯迪和安妮•张伯伦认为，这种通往所谓“东方”的途径与西方对中东女性在家庭和社会中的角色的解读严重纠缠在一起。包括张伯伦在内的多位作者批判了中东性别关系的研究方法，这些方法依赖于对女性压迫和受害的叙述，以及对西方女权主义思想的过度自信。张伯伦在她的著作《镜子中的面纱：中东女性隐居史》中对中东国家的女性赋权提出了另一种解释。

##### 西方女权主义的适用性
一些作者将对东方主义的讨论与将西方女权主义话语转化为中东女性史学的问题联系起来。梅里韦瑟写道，虽然该学科在美国等国家正在蓬勃发展，但中东女性史在其所设计的国家中却并不那么活跃。她认为，西方的女权主义观念依赖于文化价值观，而这些文化价值观不一定与其他国家的价值观一致，而且西方国家的许多学术研究的推动力并没有完全转化为中东的学术景观。她还认为，中东地区性别、殖民主义、阶级和种族关系之间的复杂关系为女性历史的发展创造了与西方（至少是主流）女权主义截然不同的气候。
针对西方女权主义潜在的狭隘焦点，利亚特·科兹玛（Liat Kozma）提出向跨国女权主义的转变。她还主张中东历史学者和性别学者之间的合作。她认为，这有助于将中东女性的历史置于中心位置，从而有助于扭转其在以性别和中东为重点的学术研究中的边缘化。

### 非洲
许多关于非洲国家女性历史的短期研究已经出现。 一些调查将撒哈拉以南非洲置于女性历史的背景中。
有许多针对特定国家和地区的研究，例如尼日利亚和莱索托。
学者们将想象力转向非洲女性历史的创新来源，例如马拉维的歌曲、索科托的编织技术和历史语言学。
在殖民时代统治整个非洲大陆之前，制度和社会都是母权制的。女人和男人平等，甚至比男人优越。女性领导非洲大陆繁荣昌盛。通过将一种压迫性的基督教形式带到非洲，欧洲殖民者通过引入和强加父权制理想和制度来取代曾帮助非洲大陆成长的母权制，从而改变了其发展轨迹。
在津巴布韦第一艺术画廊，女权主义艺术家劳伦·韦伯 (Lauren Webber) 用传统织物和材料进行创作，揭露和展示非洲大陆悠久的女性统治历史。

### 美洲

#### 美国
除了主要靠自己工作的女性个体之外，第一个有组织、系统地发展妇女历史的努力来自 20 世纪初的联邦女儿会 (UDC)。它协调了整个南方的努力，讲述了南方邦联大后方女性的故事，而男性历史学家则把时间花在了战争和将军身上。她们强调女性的行动主义、主动性和领导力。他们报告说，当所有的男人都去打仗时，女性接管了指挥权，找到了替代品和替代食品，在工厂没有布料的情况下她们发现了使用纺车的古老传统技能，并负责所有农场或种植园的经营。她们面对危险，却没有男人扮演传统的保护者角色。历史学家杰奎琳·多德·霍尔(Jacquelyn Dowd Hall)认为，UDC是女性历史的有力推动者：
UDC领导人决心维护女性的文化权威，几乎在过去的所有表现形式上都有所体现。他们通过游说建立国家档案馆、博物馆、国家历史遗址和历史公路来做达成这一目标：编译家谱：采访退役军人：编写历史教科书：建立纪念碑，现在这些纪念碑已经成功地从墓地搬到了市中心。在女性历史和公共历史成为研究和行动的领域之前的半个多世纪，UDC与其他女性协会一起努力将女性的成就铭刻在历史记录中，并将历史带到人们面前，从托儿所和炉边到学校和公共广场。 
女性学者的工作一直被男性主导的历史学界所忽视，直到20世纪60年代才有了第一次突破。格尔达·勒纳 (Gerda Lerner) 在1963年开设了第一门关于女性历史的正规大学课程。1970年以后，随着新社会历史学的发展和历史系研究生课程对女性的接受，女性历史研究领域迅猛发展。1972年，莎拉劳伦斯学院开始提供女性历史文学硕士课程，由格尔达·勒纳 (Gerda Lerner) 创立，这是该领域的第一个美国研究生学位。另一个重要的发展是将女性纳入种族和奴隶制的历史中。黛博拉·格雷·怀特（Deborah Gray White）的《我不是女人吗?南方种植园的女奴隶》(1985)，这本书开启了对种族、奴隶制、废奴主义和女权主义的分析，对抵抗、权力和行动主义的分析，以及对暴力、性和身体主题的分析。怀特也提出了女性在历史档案中存在的主题。在谈到黑人女性在历史叙事中的缺席时，她说:“黑人有一种口头传统，这种传统是在美国近300年的文盲中维持下来的。”在档案库工作的女性人数有所增加，这意味着人们发现这是一个更重要的研究领域。近年来的一个主要趋势是强调全球视野。尽管“女性”一词在北美所有历史文章摘要中是排名中第8位最常使用的词，但在其他地区，它在历史文章摘要中只占排名的第23位最常使用的词。此外，“性别”在美国历史摘要中出现的频率是世界其他地区的两倍。
近年来，研究女性历史的学家们开始接触网络学生。这些拓展工作的例子是由凯瑟琳·基什·斯克拉（ Kathryn Kish Sklar）和托马斯·多布林（Thomas Dublin）维护的“美国妇女与社会运动（Women and Social Movements in the United States）”网站，以及“点击!正在进行的女权主义革命（lick! The Ongoing Feminist Revolution）”。

### 革命之前
在法国的旧革命时期，很少有女性拥有任何正式权力：一些女王和天主教修道院的女院长也不除外。在启蒙运动时期，哲学家让·雅克·卢梭(Jean Jacques Rousseau)的著作为旧政权的改革提供了一个政治纲领，其基础是国内习俗的改革。卢梭关于私人领域和公共领域之间关系的概念比现代社会学概念更为统一。卢梭认为，女性的家庭角色是“现代”社会结构性的先决条件。
萨利克法禁止女性参与统治；然而，当国王太年轻而无法独自执政时，摄政法将女王置于权力中心。女王可以确保权力从一位国王传给另一位国王，即从她已故的丈夫到她年幼的儿子，同时确保王朝的连续性。

## 主题

### 权利和平等
女性权利是指妇女的社会权利和人权。在美国，废奴运动引发了人们对女性地位的关注，但女权主义的历史可以追溯到18世纪之前。（参见原女性主义）19世纪改革主义时代的到来，意味着那些看不见的少数人或被边缘化的多数人将在这种新的改革趋势中找到催化剂和缩影。最早关于所谓“女性问题”的著作批评了女性的限制性作用，但不一定认为女性处于不利地位或应归咎于男性。
议会代表制始于20世纪初。1900 年，还没有女性当选为国家立法机构成员。芬兰于 1907 年取得突破。1945 年，平均代表人数为 3%；2015年，这一比例达到了20%。
在英国，女权主义运动始于19世纪并延续至今。西蒙·德·波娃在她1949年的论文《第二性》中详细分析了女性所受的压迫。它成为了当代女权主义的基础小册子。在20世纪60年代末和70年代初，女权运动，例如第二波女权主义，极大地改变了西方世界女性的状况。 这场革命的导火索之一是1960年复合口服避孕药的问世，它为女性提供了简便可靠的避孕方法，以实施计划生育。

### 资本主义
女性历史学家一直在探讨资本主义对女性地位的影响。持悲观态度的爱丽丝·克拉克(Alice Clark)认为，当资本主义进入17世纪的英国时，它对女性的地位产生了负面影响，因为她们失去了大部分经济重要性。克拉克认为，在 16 世纪的英国，女性参与了工业和农业的许多板块。家庭是生产的核心单位，女性在经营农场、某些行业和地产方面发挥着至关重要的作用。她们发挥作用的经济角色使她们在某种程度上与丈夫平等。然而，克拉克认为，随着资本主义在 17 世纪的扩张，劳动分工越来越多，丈夫在家庭之外从事有酬劳动，而妻子则沦为无酬家务劳动。中产阶级女性被限制在无所事事的家庭生活中，管理仆人。下层女性被迫从事低薪工作。资本主义对许多女性产生了负面影响。艾维·平奇贝克（Ivy Pinchbeck）以更积极的解释认为，资本主义为女性解放创造了条件。蒂莉和斯科特不得不强调女性的连续性和地位，并在欧洲历史上找到了三个阶段。在前工业化时代，生产主要是供家庭使用，女性生产了家庭的大部分需求。第二阶段是工业化早期的“家庭工资经济”，整个家庭依靠其成员的集体工资，包括丈夫、妻子和年长的孩子。第三个阶段，即现代阶段，是“家庭消费经济”，以家庭为消费场所，大量女性从事零售和文书工作，以支持不断提高的消费水平。

### 就业
1870年的美国人口普查首次统计了“从事每一种职业的女性”，并提供了女性历史的快照。它揭示了，与流行的神话相反，并非所有维多利亚时期的美国女性都“安全”地生活在中产阶级家庭或在血汗工厂工作。妇女占总劳动力的15%（1250万人中有180万人）。她们占工厂“工人”的三分之一，而且由于国家强调扩大教育，她们主要从事教学工作：制衣、女帽和裁缝。三分之二的教师是女性。他们还曾在钢铁厂(495人)、矿场(46人)、锯木厂(35人)、油井和炼油厂(40人)、煤气厂(4人)和木炭窑(5人)工作，并从事过一些令人惊讶的工作，如造船工(16人)、卡车司机(196人)、松脂工人(185人)、黄铜创始人、工人(102人)、瓦板和车床制造商(84人)、牧民(45人)、枪械制造和锁匠(33人)、猎人(2人)。有5名律师、24名牙医和2000名医生。

### 女童的教育
教育的愿望不断增强，并且日益制度化，以便为教会和国家提供工作人员，作为他们未来的行政人员。女孩们也接受了教育，但不是要承担政治责任。女孩没有资格担任领导职务，并且通常被认为智力不如她们的兄弟。法国有许多小型的地方学校，工人阶级的孩子无论男女都在那里学习阅读，以便更好地“认识、爱和侍奉上帝”。贵族和资产阶级精英的子女接受针对性别的不同教育：男孩被送到高中，或是大学，而他们的姐妹——如果他们足够幸运能离开家，将被送到寄宿的女修道院，但那里的课程并没有明确设定。启蒙运动挑战了这种模式，但没有为女性教育提出真正的替代方案。只有通过家庭教育才能培养出知识渊博的女性，通常的唯一目的就是让她们的沙龙光彩夺目。

### 结婚年龄
女性的结婚年龄可以作为衡量女性社会地位的指标之一。女性的结婚年龄可能会影响经济发展，部分原因是结婚年龄较高的女性有更多机会获得人力资本。平均而言，世界各地女性的结婚年龄一直在上升。然而，与日本等国家相比，墨西哥、中国、埃及和俄罗斯等国家在女性赋权方面的增幅较小。

### 性与生殖
在性的历史上，性行为的社会建构：它的禁忌、规范以及社会和政治影响，自史前时代以来就对世界上的女性产生了深远的影响。由于缺乏可靠的控制生育的方法，妇女自古以来就进行堕胎。许多社会还实行杀害婴儿的做法，以确保年龄较大的儿童的生存。从历史上看，尚不清楚社会上讨论堕胎（人工流产）伦理的频率。在20世纪下半叶，一些国家开始将堕胎合法化。这个有争议的话题引发了激烈的争论，在某些情况下还引发了暴力，因为社会不同部分对其含义有不同的社会和宗教观念。
女性在历史上曾经历过各种曲折的性条件，受到过各种形式的歧视。除了女性在战争中成为军队的性受害者之外，一个制度化的例子是：二战期间，日本军队在占领国的军队妓院中奴役当地女性作为慰安妇。
特别是，黑人女性一直以来都是最容易受到过度性化和性侵犯的影响。尤其是是在奴隶制时期，黑人妇女既被当作是人类的工具，也是白人奴隶主的性工具。在奴隶制和种族隔离时代之后，这种情况继续渗透到美国社会。在一个整体贬低黑人女性的社会中，黑人女性习惯于对自己的性侵犯经历保持沉默，以此作为一种生存手段。这源于奴隶制的根源，黑人女性在被社会非人化的同时，也被贴上了性的标签，受到性虐待。

### 服装

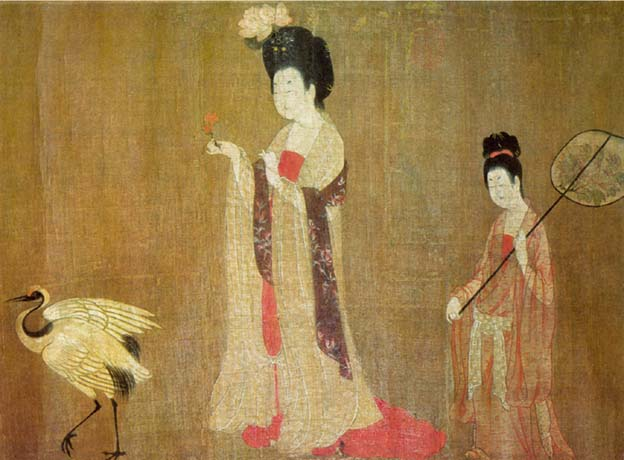
《戴花的美人》，中国唐朝艺术家周昉创作，8世纪

服装的社会方面一直围绕着着装守则，即某些服装本质上适合不同的性别角色。在不同的时期，女性和男性的时尚都突出了身体的某一部位来引起人们的注意。裙子和裤子的穿着引发了表达暗示限制使用和不赞成冒犯行为的常用短语。例如，古希腊人通常认为波斯男人穿裤子是女性态度的表现。维多利亚时代的女性服装被用作控制和崇拜的手段。对法国时装精心制作的反应导致了各种各样的改革呼吁，以美（艺术和美学服装）和健康（服装改革：尤其是内衣和内衣）。尽管女性长裤直到20世纪后期才开始流行，但早在一百年前，女人们就开始穿着男裤（经过适当修改）进行户外工作。在20世纪60年代，安德列·库尔维茨 (André Courrèges) 将女性长裤作为时尚单品推出，引领了长裤套装和设计师牛仔裤的时代，并逐渐取消了女孩和妇女在学校、工作场所和高级餐馆穿长裤的禁令。束腰长期以来一直被用于时尚和修饰身体，比如缩小腰围。过去和现在都有许多不同风格和类型的束腰，具体取决于预期用途、束腰制造商的风格和时代的时尚。

### 状态
维多利亚时代，女性的社会地位常常被视为国家实力和富裕程度，以及与许多人认为的骇人听闻的社会状况之间惊人差异的例证。维多利亚时代道德观念充满了矛盾。大量与提高公共道德有关的社会运动与阶级制度并存，阶级制度允许并强加给许多人（例如女性）恶劣的生活条件。在这一时期，人们重视外表的尊严和克制，但“恶习”仍然存在，例如卖淫。维多利亚时代，沐浴机得到了蓬勃发展。这个装置可以让人们在海滩上涉水，而不会违反维多利亚时期关于“露出四肢”的保守观念。沐浴机是海浴礼仪的一部分，对女性的要求比男性更为严格。

### 咆哮的二十年代
“咆哮的二十年代”指的是西方世界20世纪20年代的社会和文化。这是一个经济持续繁荣的时期，在美国、加拿大和西欧，特别是在主要城市，具有独特的文化优势。
20世纪20年代，包括美国、加拿大、英国在内的许多主要国家都实现了女性参政权。世界上许多国家在代议制民主和直接民主制中扩大了女性的参政权，如1917-21年的美国、加拿大、英国和大多数欧洲主要国家，以及印度。这通过增加可用选民数量影响了许多政府和选举。作为回应，政治家们把更多的注意力放在与女性有关的问题上，尤其是和平主义、公共卫生、教育和儿童地位。总体而言，女性的投票方式与男性相似，只不过她们更倾向于和平主义。
20世纪20年代标志着时尚界的一场革命。新女性们跳舞、喝酒、抽烟、投票。她们剪了头发，化了妆，参加了聚会。有时她们也会抽根烟。更多的女性参加工作，使她们更加独立和自由。随着他们对自由和独立的渴望，时尚也发生了变化，接受了腰线略高于臀部且宽松的更舒适的风格，远离了束腰和紧腰线的维多利亚风格。

### 大萧条
由于男性普遍失业、贫困以及需要帮助处境更糟的家庭成员，现代世界大萧条时期女性承受着巨大的压力。她们的主要角色是家庭主妇。没有了稳定的家庭收入，他们的衣食住行变得更加困难。各地的出生率都在下降，因为生孩子的计划都被推迟了，直到家庭有经济能力抚养他们。14个主要国家的平均出生率从1930年的19.3‰下降到1935年的17.0‰，下降了12%。在加拿大，一半的罗马天主教女性不顾教会教义，采用避孕措施推迟生育。
在劳动力中为数不多的女性中，裁员在白领工作中不太常见，而通常发生在轻工制造业。但是，人们普遍要求限制家庭只从事一项有酬工作，这样，如果丈夫有工作，妻子可能会失业。在整个英国，已婚女性加入劳动力市场，尤其是竞争兼职工作，是一种趋势。
在农村和小城镇地区，女性扩大了菜园的经营范围，以尽可能多地生产粮食。在美国，农业组织赞助了一些项目，教家庭主妇如何优化菜园以及饲养家禽以获取肉和蛋。在美国城市里，非裔美国女性棉被制造商扩大了她们的活动，促进合作，并培训新手。棉被是由各种廉价材料制成的，用于实际用途，增加了女性的社会互动，促进了友情和个人成就感。
口述历史为现代工业城市的家庭主妇如何应对资金和资源短缺提供了证据。他们经常更新母亲在贫困家庭长大时使用的策略。他们使用便宜的食物，比如汤、豆子和面条。他们购买最便宜的肉块，有时甚至是马肉，并将的回收制成三明治和汤。他们缝补衣服，和邻居交换不适用的物品，在寒冷的房子里凑合过日子。新的家具和电器推迟到情况有所好转的时候再购买。许多妇女还在外工作，或接待寄宿生，为邻居做针线活以换取她们能提供的东西。大家庭通过互助——额外的食物、多余的房间、维修工作、现金贷款，从而帮助表亲和姻亲。
在日本，官方政府政策是通货紧缩，与凯恩斯主义的支出相反。因此，政府在全国范围内开展了一场引导家庭减少消费的运动，重点关注家庭主妇的消费。
在德国，政府试图在1936年的四年计划中重塑私人家庭消费，以实现德国经济的自给自足。纳粹女性组织、其他宣传机构和当局都试图塑造这种消费，因为需要经济自给自足来准备和持续支持即将到来的战争。各组织、宣传机构和当局利用节俭和健康生活的传统价值观，使用口号来唤起节俭和健康生活的传统价值观。然而，这些努力在改变家庭主妇的行为方面只取得了部分成功。

### 宗教
在过去的两千年里，印度教、犹太教、锡克教、伊斯兰教和基督教对女性的看法各不相同，随着人们所生活的社会而发展，或者与之相反。在历史的大部分时间里，女性在教会生活中的作用，无论是地方教会的还是普世教会，都被低估、忽视或者干脆被否认。
- Timeline of women in religion（宗教中女性的时间轴）
- Timeline of women's ordination （女性任命时间轴）
- Timeline of women in religion in America（美国女性参与宗教活动的时间轴）
- Timeline of women rabbis （女拉比的时间轴）

### 战争
战争总是把女性作为受害者和保护对象。
第一次世界大战得到了最多的报道，最新的趋势是对广泛性别问题的报道。
在全面战争的二十世纪，占人口一半的女性扮演着越来越重要的角色，如家庭主妇、消费者、母亲、军火工人、服役男性的替代品、护士、情人、性对象和情感支持者。许多国家的成果之一是女性获得了参政权，包括美国、加拿大、德国和俄罗斯等。

#### 时间线
- Timeline of women in ancient warfare worldwide（世界各地古代战争中的女性时间轴）
- Timeline of women in warfare in the Postclassical Era worldwide（后古典时代世界范围内女性参与战争的时间轴）
- Timeline of women in warfare in the early modern era worldwide（近代早期世界范围内女性参与战争的时间轴）
- Timeline of women in warfare from 1750 until 1799 in America（从1750年到1799年美国女性参战的时间轴）
- Timeline of women in warfare from 1750 until 1799 worldwide（从1750年到1799年世界范围内女性参战的时间轴）
- Timeline of women in warfare in the 19th century worldwide（19世纪世界范围内女性参与战争的时间轴）
- Timeline of women in warfare from 1900 until 1939 in America（1900年至1939年美国女性参战的时间轴）
- Timeline of women in warfare from 1900 until 1939 worldwide（1900年至1939年世界范围内女性参战的时间轴）
- Timeline of women in warfare from 1940 until 1944 worldwide（1940年至1944年世界范围内女性参战的时间轴）
- Timeline of women in warfare from 1945 until 1999 worldwide（1945年至1999年世界范围内女性参战的时间轴）
- Timeline of women in warfare from 2000 until the present in America（这是2000年至今美国女性参战的时间轴）
- Timeline of women in warfare from 2000 until the present worldwide（从2000年到现在，世界范围内女性参战的时间轴）

## 另请参阅
- Herstory
- 妇女的屈从地位
- 全国妇女历史月

## 进一步的阅读

### 世界范围
- Clay, Catherine; Chandrika, Paul; Senecal, Christine.  1 1st. New York: McGraw-Hill Higher Education. 2009. ISBN 9780073513225. OCLC 163625376.
- McVay, Pamela.  2. New York: McGraw-Hill Higher Education. 2009. ISBN 9780073534657. OCLC 192082970.
- Franceschet, Susan, et al. eds. The Palgrave Handbook of Women's Political Rights (2019) online （页面存档备份，存于）
- Helgren, Jennifer (编). . New Brunswick, N.J.: Rutgers University Press. 2010. ISBN 9780813549460. OCLC 779172919.
- Hopwood, Nick, Rebecca Flemming, Lauren Kassell, eds. Reproduction: Antiquity to the Present Day (Cambridge UP, 2018). Illustrations. xxxv + 730 pp. excerpt （页面存档备份，存于） also online review （页面存档备份，存于） 44 scholarly essays by historians.
- Stearns, Peter. . Themes in World History 2nd. New York: Routledge, Taylor & Francis Group. 2006. ISBN 0415395887. OCLC 61499973.

### 年代久远的
- Pomeroy, Sarah B. Women's History and Ancient History (1991) online edition[]

### 亚洲
- Edwards, Louise, and Mina Roces, eds. Women in Asia: Tradition, Modernity and Globalisation (Allen & Unwin, 2000) online edition （页面存档备份，存于）
- Ramusack, Barbara N., and Sharon Sievers, eds. Women in Asia: Restoring Women to History (1999) excerpt and text search （页面存档备份，存于）
- Peran Wanita dalam Pembanguan Desa Wisata. Women in Asia: Peran Wanita dalam Pembanguan Desa Wisata (2019) excerpt and text search （页面存档备份，存于）

#### 中国
- Ebrey, Patricia. The Inner Quarters: Marriage and the Lives of Chinese Women in the Sung Period (1990)
- Hershatter, Gail, and Wang Zheng. "Chinese History: A Useful Category of Gender Analysis," American Historical Review, Dec 2008, Vol. 113 Issue 5, pp 1404–1421
- Hershatter, Gail. Women in China's Long Twentieth Century (2007), full text online （页面存档备份，存于）
- Hershatter, Gail, Emily Honig, Susan Mann, and Lisa Rofel, eds. Guide to Women's Studies in China (1998) online edition （页面存档备份，存于）
- Ko, Dorothy. Teachers of Inner Chambers: Women and Culture in China, 1573-1722 (1994)
- Mann, Susan. Precious Records: Women in China's Long Eighteenth Century (1997)
- Seth, Sanjay. "Nationalism, Modernity, and the 'Woman Question' in India and China." Journal of Asian Studies 72#2 (2013): 273–297.
- Wang, Shuo. "The 'New Social History' in China: The Development of Women's History," History Teacher, (2006) 39#3 pp. 315–323 in JSTOR （页面存档备份，存于）

#### 印度
- Borthwick, Meredith. The changing role of women in Bengal, 1849-1905 (Princeton UP, 2015).
- Brinks, Ellen. Anglophone Indian Women Writers, 1870–1920 (Routledge, 2016).
- Chakravarti, Uma, , Popular Prakashan, 2003, ISBN 978-81-85604-54-1
- Healey, Madelaine. Indian Sisters: A History of Nursing and the State, 1907–2007 (Routledge, 2014).
- Pande, Rekha. "Women's History: India" in Kelly Boyd (编). . Taylor & Francis. 1999: 1318–21. ISBN 9781884964336.(1999). Encyclopedia of Historians and Historical Writing, vol 2. Taylor & Francis. pp. 1318–21. ISBN 9781884964336.
- Sangari, Kumkum; Vaid, Sudesh (编), , Rutgers University Press, 1990, ISBN 978-0-8135-1580-9
- Seth, Sanjay. "Nationalism, Modernity, and the 'Woman Question' in India and China." Journal of Asian Studies 72#2 (2013): 273–297.

### 欧洲
- Anderson, Bonnie S. and Judith P. Zinsser. A History of Their Own: Women in Europe from Prehistory to the Present (2nd ed 2000).
- Bell, Susan G. (编). . Stanford, CA: Stanford University Press. 1980. ISBN 9780804710947.
- Bennett, Judith M. and Ruth Mazo Karras, eds. The Oxford Handbook of Women & Gender in Medieval Europe (2013) 626pp.
- Boxer, Marilyn J., Jean H. Quataert, and Joan W. Scott, eds. ''Connecting Spheres: European Women in a Globalizing World, 1500 to the Present (2000), essays by scholars excerpt and text search （页面存档备份，存于）
- Bridenthal, Renate, Susan Stuard, and Merry E. Wiesner-Hanks eds. Becoming Visible: Women in European History (3rd ed. 1997), 608pp; essays by scholars
- Daskalova, Krassimira. "The politics of a discipline: women historians in twentieth-century Bulgaria." Rivista Internazionale di Storia della storiografia 46 (2004): 171-187.
- Fairchilds, Cissie. Women in Early Modern Europe, 1500-1700 (2007) excerpt and text search （页面存档备份，存于）
- Fout, John C. German Women in the Nineteenth Century: A Social History (1984) online edition 的存檔，存档日期2011-06-28.
- Frey, Linda, Marsha Frey, Joanne Schneider. Women in Western European History: A Select Chronological, Geographical, and Topical Bibliography (1982) online （页面存档备份，存于）
- De Haan, Francisca, Krasimira Daskalova, and Anna Loutfi. Biographical Dictionary of Women's Movements and Feminisms in Central, Eastern, and South Eastern Europe: 19th and 20th Centuries (Central European University Press, 2006).
- Hall, Valerie G. Women At Work, 1860-1939: How Different Industries Shaped Women's Experiences (Boydell & Brewer Ltd, 2013) ISBN 978-1-84383-870-8. excerpt
- Herzog, Dagmar. Sexuality in Europe: A Twentieth-Century History (2011) excerpt and text search （页面存档备份，存于）
- Hufton, Olwen. The Prospect Before Her: A History of Women in Western Europe, 1500-1800 (1996) excerpt and text search （页面存档备份，存于）
- Levy, Darline Gay, et al. eds. Women in Revolutionary Paris, 1789-1795 (1981) 244pp excerpt and text search （页面存档备份，存于）; primary sources
- Kowalczyk, Anna and Marta Frej (illustrator). Brakująca połowa dziejów. Krótka historia kobiet na ziemiach polskich (Missing Half of History: A Brief History of Women in Poland) (2018) excerpt and illustrations （页面存档备份，存于） and more illustrations （页面存档备份，存于）
- Offen, Karen M. European feminisms, 1700-1950: a political history (2000) online edition
- Offen, Karen. "Surveying European Women's History since the Millenium: A Comparative Review", Journal of Women's History Volume 22, Number 1, Spring 2010 doi:10.1353/jowh.0.13
- Smith, Bonnie. Changing Lives: Women in European History Since 1700 (1988)
- Stearns, Peter, ed. Encyclopedia of European Social History from 1350 to 2000 (6 vol 2000), 209 essays by leading scholars in 3000 pp.; many aspects of women's history covered
- Tilly, Louise A. and Joan W. Scott. Women, Work, and Family (1978)
- Ward, Jennifer. Women in Medieval Europe: 1200-1500 (2003)
- Wiesner-Hanks, Merry E. Women and Gender in Early Modern Europe (2008) excerpt and text search （页面存档备份，存于）

#### 主要来源:欧洲
- DiCaprio, Lisa, and Merry E. Wiesner, eds. Lives and Voices: Sources in European Women's History (2000) excerpt and text search （页面存档备份，存于）
- Hughes, Sarah S., and Brady Hughes, eds. Women in World History: Readings from Prehistory to 1500 (1995), 270pp; Women in World History: Readings from 1500 to the Present (1997) 296pp; primary sources
- Margaret McMillan. . The Case for Women's Suffrage. 1907. Wikidata Q107211889 （英语）.

### 美洲

#### 加拿大
- Brandt, Gail et al. Canadian Women: A History (3rd ed. 2011). online review （页面存档备份，存于）
- Cook, Sharon Anne; McLean, Lorna; and O'Rourke, Kate, eds. Framing Our Past: Canadian Women's History in the Twentieth Century. (2001). 498 pp.
- Strong-Boag, Veronica and Fellman, Anita Clair, eds. Rethinking Canada: The Promise of Women's History. (3d ed. 1997). 498 pp.
- Prentice, Alison and Trofimenkoff, Susan Mann, eds. The Neglected Majority: Essays in Canadian Women's History (2 vol 1985)

#### 美国

##### 调查
- Banner, Lois W.  2nd. Harcourt College Publishers. 1984. ISBN 9780155961968 （英语）.
- Brown, Kathleen M. . Chapel Hill: Omohundro Institute of Early American History and Culture; University of North Carolina Press. 1996. ISBN 0807823074. OCLC 34590934.
- Campbell, D'Ann. . Cambridge, Mass.: Harvard University Press. 1984. ISBN 0674954750. OCLC 10605327. online
- Daniel, Robert L. American women in the twentieth century (1987).
- Dayton, Cornelia H., and Lisa Levenstein, "The Big Tent of U.S. Women's and Gender History: A State of the Field," Journal of American History, 99 (Dec. 2012), 793–817.
- Degler, Carl N. . New York: Oxford University Press. 1980. ISBN 0195026578. OCLC 5170418.
- Diner, Hasia, ed. Encyclopedia of American Women's History (2010)
- Feimster, Crystal N., "The Impact of Racial and Sexual Politics on Women's History," Journal of American History, 99 (Dec. 2012), 822–26.
- Kerber, Linda K.; Kessler-Harris, Alice; and Sklar, Kathryn Kish, eds. U.S. History as Women's History: New Feminist Essays. (1995). 477 pp. online edition[]
- Kessler-Harris, Alice. Out to Work: A History of Wage-Earning Women in the United States (2003) excerpt and text search （页面存档备份，存于）
- Melosh, Barbara. Gender and American History since 1890 (1993) online edition 的存檔，存档日期2011-06-28.
- Miller, Page Putnam, ed. Reclaiming the Past: Landmarks of Women's History. (1992). 232 pp.
- Mintz, Steven, and Susan Kellogg. Domestic Revolutions: A Social History of American Family Life (1988), 316pp; the standard scholarly history excerpt and text search （页面存档备份，存于）
- Pleck, Elizabeth H. and Nancy F. Cott, eds. A Heritage of Her Own: Toward a New Social History of American Women (2008), essays by scholars excerpt and text search （页面存档备份，存于）; online edition
- Riley, Glenda. Inventing the American Woman: An Inclusive History (2001) vol 2 online edition 的存檔，存档日期2011-06-28.
- Woloch, Nancy. Women and The American Experience, A Concise History (2001)
- Zophy, Angela Howard, ed. Handbook of American Women's History. (2nd ed. 2000). 763 pp. articles by experts

##### 美国史学
- Dayton, Cornelia H.; Levenstein, Lisa. "The Big Tent of U.S. Women's and Gender History: A State of the Field," Journal of American History (2012) 99#3 pp 793–817
- Frederickson, Mary E. "Going Global: New Trajectories in U.S. Women's History," History Teacher, Feb 2010, Vol. 43 Issue 2, p169-189
- Hewitt, Nancy A. A Companion to American Women's History (2005) excerpt and text search （页面存档备份，存于）
- Smith, Bonnie G. "Women's History: A Retrospective from the United States." Signs 35.3 (2010): 723–747. in JSTOR （页面存档备份，存于）
- Traister, Bryce. "Academic Viagra: The Rise of American Masculinity Studies," American Quarterly 52 (2000): 274–304 in JSTOR （页面存档备份，存于）

##### 主要来源:美国。
- Berkin, Carol and Horowitz, Leslie, eds. Women's Voices, Women's Lives: Documents in Early American History. (1998). 203 pp.
- DuBois, Ellen Carol and Ruiz, Vicki L., eds. Unequal Sisters: A Multi-Cultural Reader in U.S. Women's History. (1994). 620 pp.

### 史学
- Amico, Eleanor, ed. Reader's Guide to Women's Studies (1997) 762pp; advanced guide to scholarship on 200+ topics.
- Bennett, Judith M. and Ruth Mazo Karras, eds. The Oxford Handbook of Women & Gender in Medieval Europe (2013) 626pp.
- Blom, Ida, et al. "The Past and Present of European Women's and Gender History: A Transatlantic Conversation." Journal of Women's History 25.4 (2013): 288–308.
- Hershatter, Gail, and Wang Zheng. "Chinese History: A Useful Category of Gender Analysis," American Historical Review, Dec 2008, Vol. 113 Issue 5, pp 1404–1421
- Ko, Dorothy., "Women's History: Asia" in Kelly Boyd (编). . Taylor & Francis. 1999: 1312–15. ISBN 9781884964336.(1999). Encyclopedia of Historians and Historical Writing, vol 2. Taylor & Francis. pp. 1312–15. ISBN 9781884964336.
- Meade, Teresa A., and Merry Wiesner-Hanks, eds. A Companion to Gender History (2006) excerpt and text search （页面存档备份，存于）
- Offen, Karen. "Surveying European Women's History since the Millenium: A Comparative Review," Journal of Women's History, Volume 22, Number 1, Spring 2010, pp. 154–177 doi:10.1353/jowh.0.0131
- Offen, Karen; Pierson, Ruth Roach; and Rendall, Jane, eds. Writing Women's History: International Perspectives (1991). 552 pp. online edition Covers 17 countries: Australia, Austria, Brazil, Denmark, East Germany, Greece, India, Japan, the Netherlands, Nigeria, Norway, Spain, Sweden, Switzerland and Yugoslavia.
- Petö, Andrea, and Judith Szapor, "The State of Women's and Gender History in Eastern Europe: The Case of Hungary," Journal of Women's History, (20070, Vol. 19 Issue, pp 160–166)
- Scott, Joan Wallach. Gender and the Politics of History (1999), influential theoretical essays excerpt and text search （页面存档备份，存于）
- Sheldon, Kathleen. 'Women's History: Africa" in Kelly Boyd (编). . Taylor & Francis. 1999: 1308–11. ISBN 9781884964336.(1999). Encyclopedia of Historians and Historical Writing, vol 2. Taylor & Francis. pp. 1308–11. ISBN 9781884964336.
- Spongberg, Mary. Writing Women's History Since the Renaissance. (2003) 308 pages; on Europe
- Thébaud, Françoise. "Writing Women's and Gender History in France: A National Narrative?" Journal of Women's History, (2007) 19#1 pp 167–172.